# Зеленівка (Покровський район)
Зеленівка — село (до 2011 року — селище) Курахівської міської громади Покровського району Донецької області, Україна. У селі мешкає 54 людей.

## Загальні відомості
Розташоване на лівому березі р. Сухі Яли. Відстань до райцентру становить близько 38 км і проходить переважно автошляхом Н15.
Землі села межують із територією с. Улакли та Костянтинопіль Великоновосілківського району Донецької області.

## Населення
За даними перепису 2001 року населення села становило 54 особи, з них 20,37 % зазначили рідною мову українську та 79,63 % — російську.